# Chris Young (acteur)
Pour les articles homonymes, voir Chris Young et Young.
Chris Young est un acteur, producteur de cinéma et réalisateur américain, né le 28 avril 1971 à Chambersburg, dans l’État de Pennsylvanie (États-Unis).

## Filmographie

### Acteur

#### Cinéma
- 1988 : Vacances très mouvementées (The Great Outdoors) de Howard Deutch : Buck Ripley
- 1990 : Elles craquent toutes sauf une (Book of Love) de Robert Shaye : Jack Twiller
- 1993 : Warlock: The Armageddon de Anthony Hickox : Kenny Travis
- 1994 : PCU de Hart Bochner : Tom Lawrence

#### Télévision

##### Séries télévisées
- 1987-1988 : Max Headroom : Bryce Lynch (14 épisodes)
- 1989 : Falcon Crest : Chris Agretti (saison 9, épisode 6 à 9)

##### Téléfilms
- 1988 : Le Bal de l'école (Dance 'Til Dawn)  de Paul Schneider : Dan Lefcourt
- 1988 : Jake's Journey (en) de Hal Ashby : Jake

### Monteur
- 2006 : The Need
- 2011 : Dead of Nowhere 3D

### Producteur
- 2011 : Dead of Nowhere 3D

### Réalisateur

#### Courts métrages
- 2006 : The Need
- 2011 : Dead of Nowhere 3D

#### Séries télévisées
- 1997 : ARK, the Adventures of Animal Rescue Kids (7 épisodes)
- 1998 : The Adventures of A.R.K.
- 1999-2000 : The New Adventures of A.R.K. (9 épisodes)